# IF (filme)
IF (prt: IF: Amigos Imaginários; bra: Amigos Imaginários) é um filme americano do gênero comédia de fantasia dirigido, escrito e produzido por John Krasinski. O filme é estrelado por Krasinski, Ryan Reynolds, Phoebe Waller-Bridge, Fiona Shaw, Steve Carell, Alan Kim, Louis Gossett Jr. e Cailey Fleming.
IF foi lançado em 17 de maio de 2024 nos Estados Unidos, pela Paramount Pictures.

## Sinopse
Uma garota descobre que consegue ver os amigos imaginários de todas as pessoas, mesmo aqueles esquecidos por crianças que já cresceram.

## Elenco
- Cailey Fleming como Bea
  - Audrey Hoffman como jovem Bea
- Ryan Reynolds como Cal
- John Krasinski como pai da Bea
- Fiona Shaw como avó de Bea
- Alan Kim como Benjamin
- Liza Colón-Zayas como Janet
- Bobby Moynihan como Jeremy
- Catharine Daddario como mãe de Bea

### Vozes
- Steve Carell como Blue. No Brasil, Murilo Benício.[4]
- Phoebe Waller-Bridge como Blossom. No Brasil, Giovanna Antonelli.[4]
- Louis Gossett Jr. como Lewis
- Awkwafina como Bolha
- Emily Blunt como Unicórnio
- George Clooney como Homem do espaço
- Bradley Cooper como Gelo
- Matt Damon como Flor
- Bill Hader como Banana
- Richard Jenkins como Professor de arte
- Keegan-Michael Key como Gosma
- John Krasinski como Marshmallow
- Blake Lively como Polvo
- Allyson Seeger como Viola
- Sebastian Maniscalco como Rato mágico
- Christopher Meloni como Cosmo
- Matthew Rhys como Fantasma
- Sam Rockwell como Cão de guarda
- Maya Rudolph como Jacaré
- Amy Schumer como Ursinho de goma
- Jon Stewart como Robô

## Produção
Em 15 de outubro de 2019, foi anunciado que a Paramount Pictures estava vencendo uma guerra de direitos contra a Lionsgate e a Sony Pictures para produzir o filme Imaginary Friends, que teria John Krasinski como diretor, escritor, produtor e ator, e Ryan Reynolds interpretando um homem que pode conversar com os amigos imaginários de outras pessoas. Reynolds também produziria o filme sob sua produtora Maximum Effort Productions.
Em outubro de 2021, Phoebe Waller-Bridge e Fiona Shaw foram escaladas para o elenco e foi dito que o filme estava sem título. Em janeiro de 2022, Steve Carell, Louis Gossett Jr., Alan Kim e Cailey Fleming foram escalados para o elenco, com Allyson Seeger e Andrew Form também como produtores e George Dewey como produtor-executivo. Em agosto de 2022, Bobby Moynihan foi adicionado ao elenco. Em abril de 2023, Matt Damon, Emily Blunt, Maya Rudolph, Vince Vaughn, Sam Rockwell. Sebastian Maniscalco, Christopher Meloni, Awkwafina, Jon Stewart e Richard Jenkins foram anunciados ao elenco.

### Filmagens
As filmagens começaram em 31 de agosto de 2022, com Janusz Kamiński como diretor de fotografia. 

## Lançamento
IF está agendado para ser lançado em 17 de maio de 2024 nos Estados Unidos, pela Paramount Pictures. Ele foi provisoriamente agendado para 17 de novembro de 2023.
No Brasil e em Portugal, o filme está agendado para ser lançado em 16 de maio de 2024. 